# René Louise
René Louise es un escultor francés de Martinica, nacido el año 1949 en Fort-de-France .

## Datos biográficos
René Louise se graduó en la Escuela de Bellas Artes de París en la especialidad de pintura. Es autor de varios libros publicados en la Éditions caribéennes , entre ellos: "" Peinture et Sculpture en Martinique " (Pintura y Escultura en Martinica), " La vannerie à la Martinique " (Cestería en Martinica), " Poterie et Céramique en Martinique " (Alfarería y Cerámica en Martinica) o piezas dramáticas para teatro como  " La table du diable " (La tabla del diablo) y " Trois voyages aux îles de canne à sucre " (Tres viajes a las islas de la caña de azúcar) y, finalmente, una colección de poemas titulado " La rose et le cheval aux îles de lumière " (La rosa y el caballo en las islas de la luz).
Rene Louise es miembro fundador del grupo "fwomajé" (el nombre del árbol cuyas raíces son  particularmente fuertes y profundas): esta es la asociación de cinco artistas plásticos de Martinica que se reunieron para crear en torno a una propuesta para una estética caribeña . Investigador, pintor, escultor y escenógrafo, René Louise ha participado en numerosas expediciones en el Caribe y en el extranjero. Es el responsable del taller de dibujo-pintura SERMAC (Servicio Municipal de Acción Cultural de la ciudad de Fort-de-France). Después de varios años de investigación, publicó el " le manifeste du marronisme moderne " (manifiesto del marronismo moderno), teoría ya enunciada en su tesis doctoral.  Señalando en esta obra la importancia de las raíces africanas, además de las caribeñas incluyendo el arte precolombino. 